# Schloss Winsen

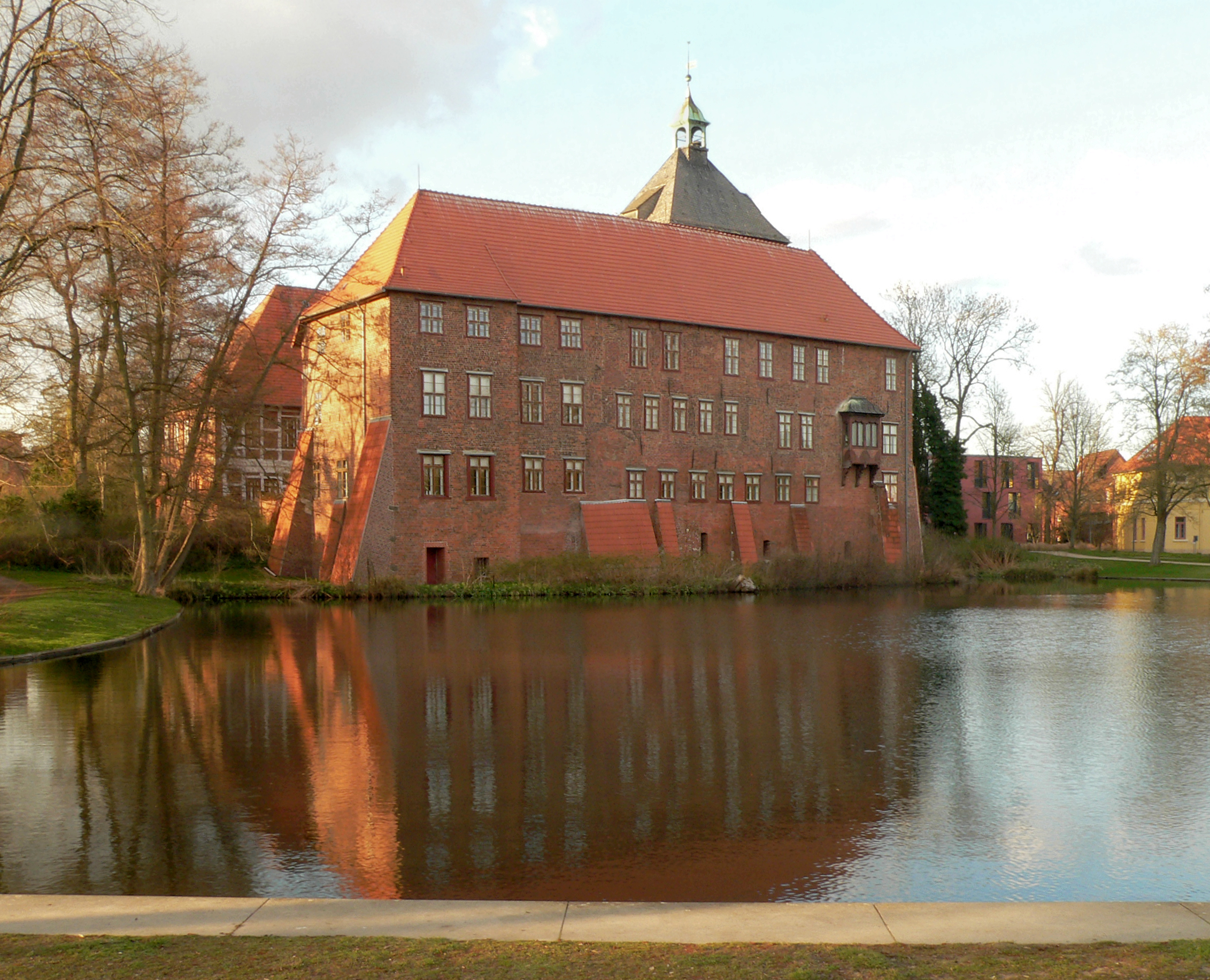
Blick auf das Winsener Schloss

Das Schloss in Winsen (Luhe) im nördlichen Niedersachsen ist das bedeutendste profane Bauwerk der Stadt. Das zum Teil über 700 Jahre alte Gebäude beherbergt heute das Amtsgericht Winsen.

## Geschichte

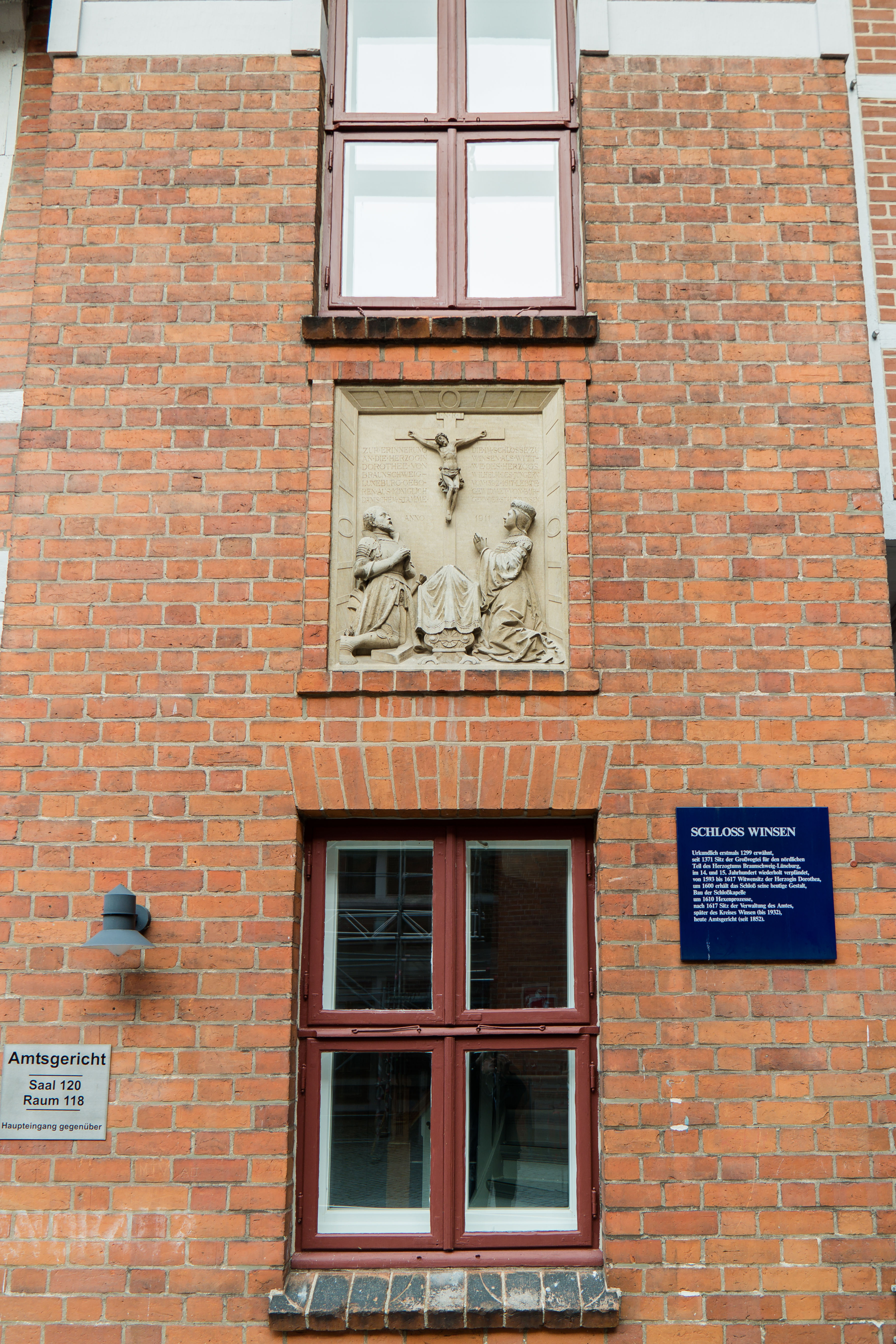
Epitaph für Dorothea von Braunschweig-Lüneburg (1911 errichtet)

Das Schloss entstand aus einer Burg an einem Übergang der Luhe und wurde erstmals 1315 urkundlich erwähnt. Eine andere Urkunde aus dem Jahr 1277 deutet aber darauf hin, dass das Schloss wahrscheinlich zu diesem Zeitpunkt bereits existiert hat. Die Eichenholzprobe eines Rammpfahls, der 2008 im Bereich des ehemaligen Schlosswalls gefunden wurde, ergab ein Fälldatum um das Jahr 1190 und fällt somit in die Zeit der vermuteten Stadtgründung und Ausbau des Hafens, der durch die Zerstörung und Wegfall des Handelsplatzes Bardowicks 1189 an Bedeutung gewann. Das Schloss war demnach vor allem zum Schutz des Hafenbetriebs gedacht.
Zu Beginn des Lüneburger Erbfolgekrieges 1371 war Herzog Magnus II. gezwungen, die Großvogtei Lüneburg nach Winsen zu verlegen. Das Winsener Schloss diente fortan als Großvogtei Winsen und verwaltete die welfischen Güter im Nordteil des Fürstentums Lüneburg, das ein Teilfürstentum des Herzogtums Braunschweig-Lüneburg war.
Im 14. und 15. Jahrhundert wurde das Schloss samt den dazugehörigen Ländereien durch die Herzöge mehrfach verpfändet. So gehörte es 1374 bis 1389 dem Rat der Stadt Lüneburg, ging 1396 an Hamburg und Lübeck, war von 1434 mit Unterbrechungen wieder im Besitz von Lüneburg und ging von 1493 bis 1523 sogar an die Kurfürsten von Sachsen.
Von 1593 bis 1617 wurde das Gebäude durch Dorothea von Braunschweig-Lüneburg, der Witwe Wilhelm des Jüngeren als Alterssitz bewohnt. In dieser Zeit, in der Dorothea die Verwaltung des Amtes Winsen übernommen hatte, war das Schloss Schauplatz mehrerer Hexenprozesse. Nach den Unterlagen des Heimatforschers Heinrich Schulz, beziffert sich die Zahl der in Winsen „vom Richter zum Feuertode“ verurteilten „und schließlich vor dem ...Tore verbrannten sogenannte[n] Hexen“ auf etwa 40. Herzogin Dorothea ließ den Umbau der Schlosskapelle im einzig erhaltenen Turm des Schlosses vornehmen. In dieser Zeit bekam der Schlossturm eine Uhr und zwei Glocken. Während die größere heute noch erhalten ist, wurde die kleinere Glocke 1917, im Rahmen der Metallspende des deutschen Volkes im Ersten Weltkrieg abgegeben. 1627, in der Zeit des Dreißigjährigen Krieges hielt sich der Heerführer Tilly mehrere Wochen im Schloss auf, um eine Verwundung auszukurieren. Nach dem Dreißigjährigen Krieg wurde das Schloss nur noch als Sitz der Amtmänner des Amtes Winsen genutzt. 1852 zog das Amtsgericht in die Räume, ab 1885 beherbergte das Schloss auch die Kreisverwaltung des Kreises Winsen bis zur Kreisreform 1932, wo der Kreis Winsen in den Landkreis Harburg aufging und der Sitz der Kreisverwaltung in die Kreisfreie Stadt Harburg ging. Durch die kriegsbedingte Zerstörung des Landratsamtes in Harburg, wurde die Kreisverwaltung 1944 wieder in das Winsener Schloss und in vier Baracken im Schlosspark verlegt. Dort blieb die Kreisverwaltung, bis sie 1961 in einen Neubau in unmittelbarer Nachbarschaft des Schlosses zog. Für einige Zeit verblieb das Katasteramt noch im Schloss, bis es in den neunziger Jahren in ein eigenes Gebäude umzog. Heute ist das Amtsgericht Winsen alleiniger Nutzer des Schlosses.

## Architektur

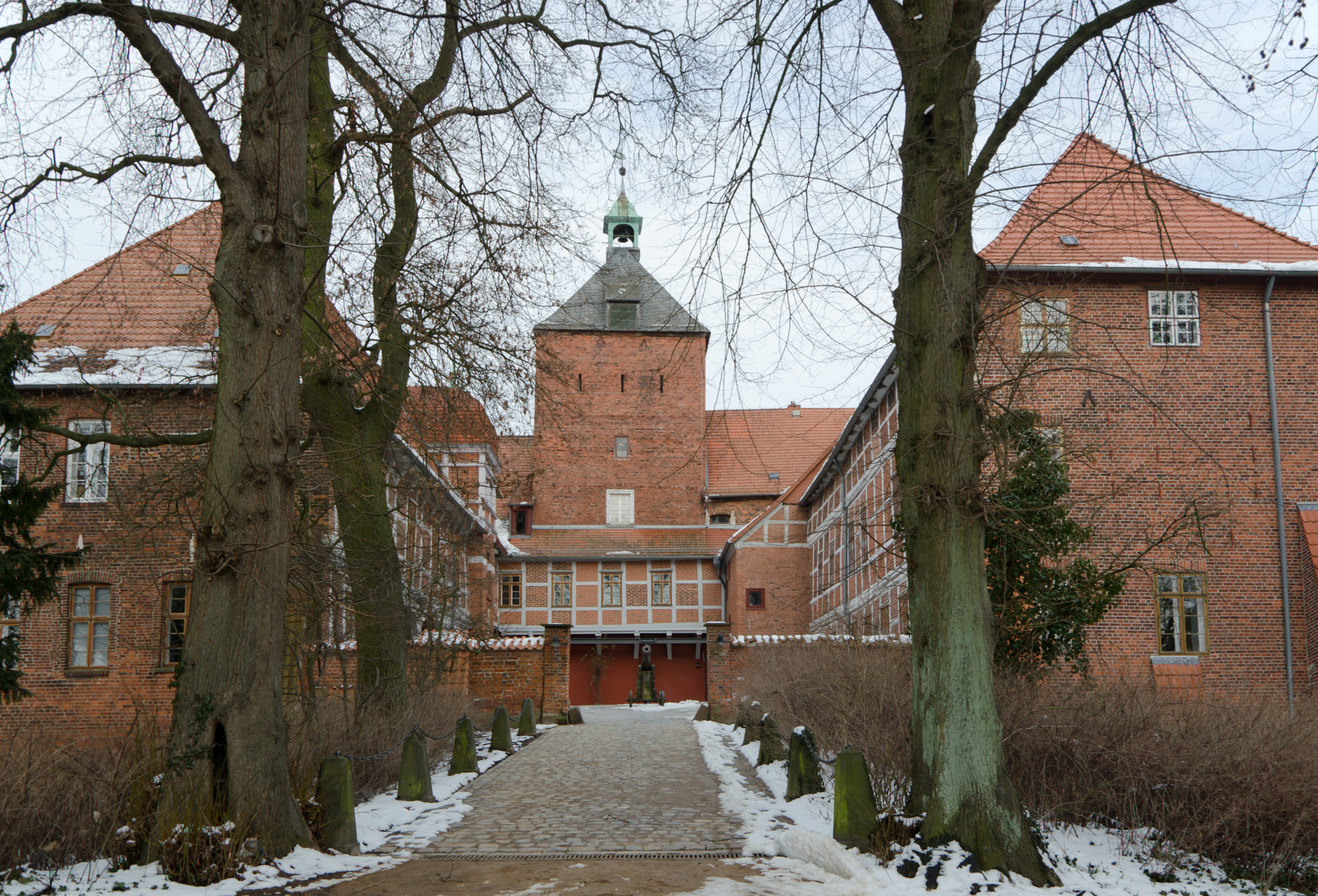
Blick in den Hof auf den Kapellenturm

Das Schloss, obwohl von seinen Befestigungsanlagen befreit, hat bis heute seinen wehrhaften Charakter behalten. Die vorhandenen Bauteile entstammen zu einem Großteil der Renaissance. Der Bau aus Backstein mit Fachwerkelementen steht innerhalb eines aufgestauten Teichs an der Luhe und besteht aus einem unregelmäßigen, dreiflügeligen Baukörper mit einem offenen Hof. Der Hof wurde einst von einem vierten Flügel geschlossen. Dieser Westflügel wurde vermutlich nach einem Feuer im 18. Jahrhundert abgebrochen. Die Schauseite des Schlosses wird vom Schlossturm und dem verzierten Tor betont, die übrigen Außenfassaden sind relativ schmucklos. Der Schlossturm trägt eine Laterne, in der sich die Glocke befindet. Die Spitze des Schlossturms ziert eine Turmkugel, darüber die Wetterfahne mit der Jahreszahl 1836 und abschließend ein Stern.
Die langwährende Bautätigkeit am Schloss lässt sich noch heute in vielen Baudetails nachvollziehen. Im Kellergeschoss hat sich ein gotisches Sterngewölbe aus der Zeit um 1500 erhalten. In der Renaissance wurde das Schloss dem Zeitgeschmack angepasst, eine Galerie in den Hof eingezogen und verschiedene Verschönerungen vorgenommen. Da das Schloss lange Zeit als Amtssitz diente, fanden sich schon früher weniger höfische Repräsentationsräume als mehr Verwaltungszimmer in dem Gebäude. Lediglich unter Dorothea wurde im Schloss länger Hof gehalten, wovon unter anderem die Ausstattung der Schlosskapelle kündet. Nach 1931 fanden 1994 am Schloss umfangreiche Sanierungsarbeiten statt, die sich mit allen Maßnahmen an Nord- und Südflügel sowie Neubau knapp 20 Jahre hinzogen. 2022 wurde die Laterne und Spitze des Schlossturms saniert.

## Ausstattung

### Glocke
Die Schlagglocke hat ein Gewicht von rund 450 Kilo und ist in der Laterne des Schlossturms aufgehängt. Sie ist an ihrer Krone mit Eisenbändern an einem Holzjoch befestigt, dass wiederum mit dem Kreuzgebälk fest verbunden ist. Die Glocke trägt die Jahreszahl 1596 und ein Bronzerelief, dass das Wappen von Herzogin Dorothea zeigt. Weil sie durch einen Schlaghammer von außen an den Schlagring angeschlagen wurde, weist sie an der Anschlagstelle eine deutliche Abnutzung auf.

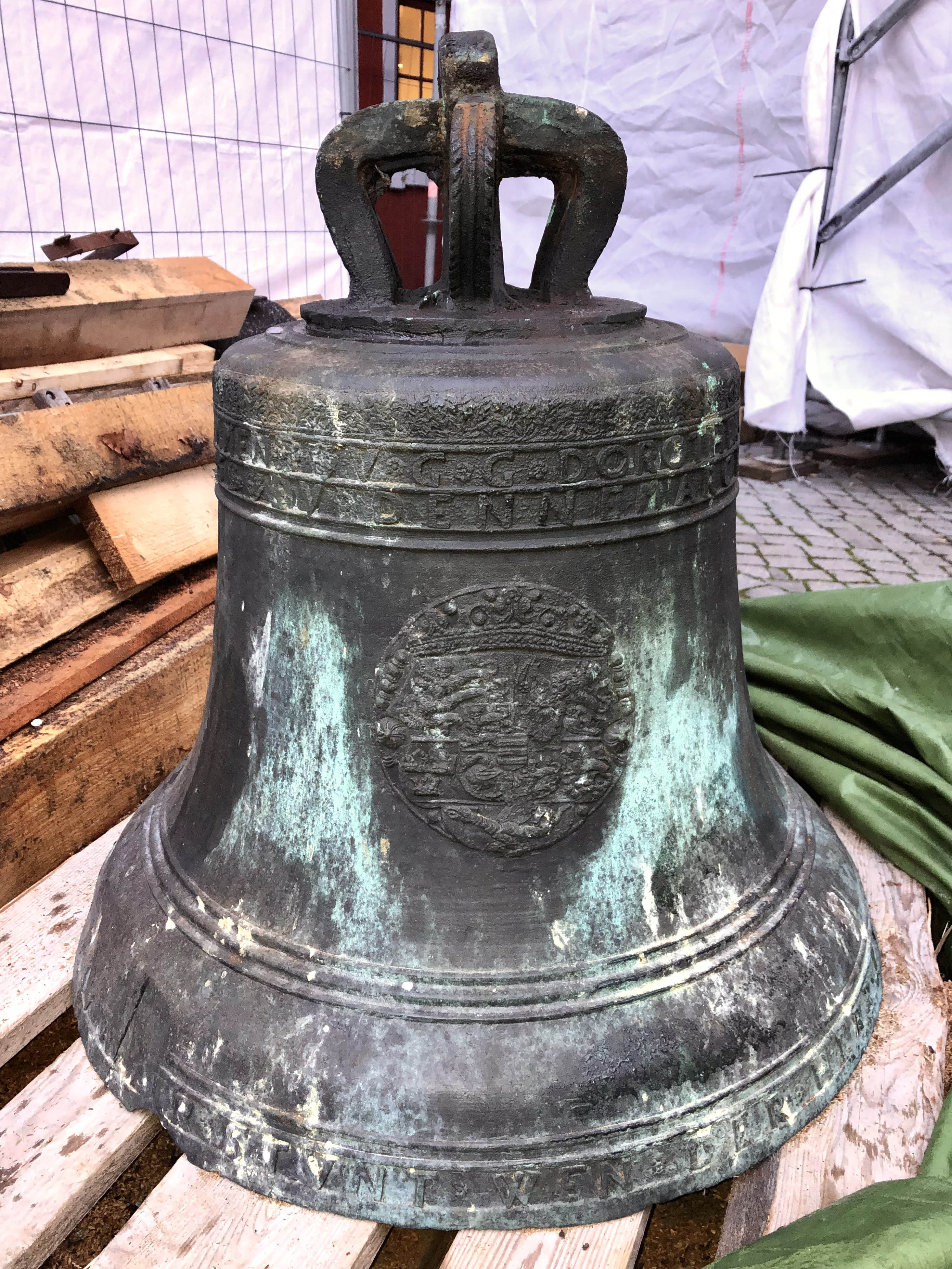
Die 1596 von Dorothea von Braunschweig-Lüneburg gestiftete Glocke. Sie lagerte während der Sanierungsarbeiten im November 2021 im Schlossinnenhof

#### Inschrift
Zweizeiliges Schriftband über dem Wappen:
V*G*G*DOROTHEA*GEBOREN*AVS*KONIGLICHEM*STAMMEN O ◊
ZV*DENNEMARCK*H*Z*B*V*L*W ◊  ANNO*1*5*9*6 O ◊
Einzeiliges Schriftband auf dem Schlagring:
WACHT*UND*BETET*ZU*ALLER*STUNT*WEN*DER*HERR*KUMPT*IST*NIMANT*KNT OOO◊
 Blüten (hier: *), Rosetten (hier: O) und Wappen (hier: ◊) dienen als Wort- und Verstrennungszeichen.
Übersetzung:
Von Gottes Gnaden Dorothea geboren aus königlichem Stamm
zu Dänemark, Herzogin von Braunschweig und Lüneburg, Winsen Anno 1596.
Wachet und betet zu aller Stund, wann der Herr kommt ist niemand kund. (Nach dem Matthäusevangelium, Kapitel 24, Vers 42)

#### Technisches
| Gewicht     | unterer Durchmesser | Höhe (mit Krone) | Rippenkonstruktion | Aufhängung |
| ----------- | ------------------- | ---------------- | ------------------ | ---------- |
| rund 450 kg | 670 mm              | 650 mm           | schwer             | Holzjoch   |

## Heutige Nutzung
Eigentümer des Schlosses ist heute das Land Niedersachsen. Von 1994 bis 2016 wurde es umfassend saniert. Seit 2008 ist ein kleines Museum im Schlossturm eingerichtet. Bedingt durch die Nutzung des Schlosses als Gerichtsgebäude sind die Räume in der Regel nicht zu besichtigen, Ausnahmen finden unter anderem am „Tag des Denkmals“ statt. In der Schlosskapelle finden verschiedene kulturelle Veranstaltungen wie Konzerte statt. Auch kann sie für Trauungen durch den Standesbeamten der Stadt Winsen (Luhe) gemietet werden.

## Kanone im Hof

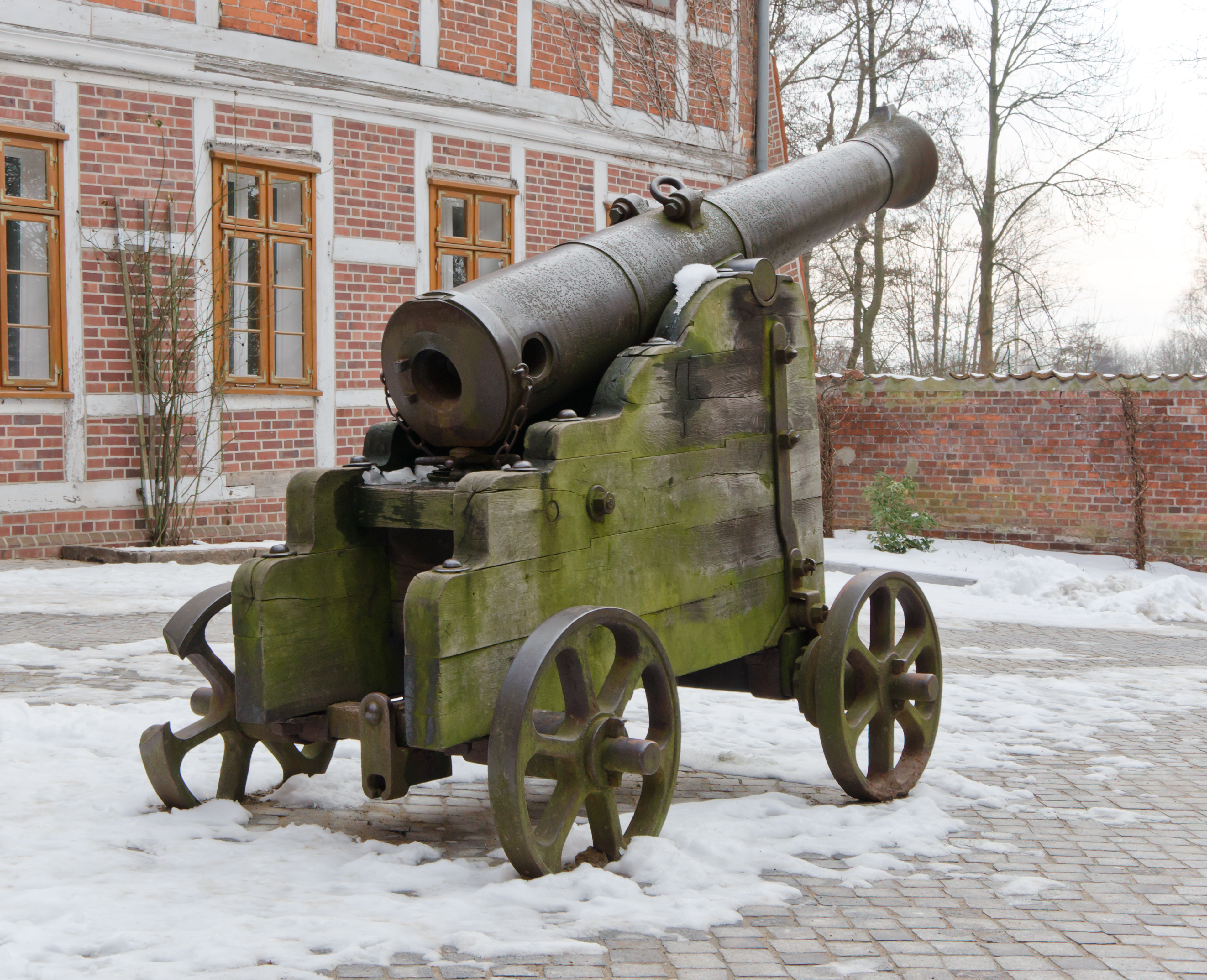
Kanone im Hof

Die im Hof befindliche Kanone diente nie zur Verteidigung des Schlosses. Sie wurde 1863 im belgischen Lüttich hergestellt und wurde vom damaligen Landrat Friedrich Ecker 1917 als Dekoration aufgestellt.

## Umgebung
Der Schlosspark und der Hof sind heute für Besucher frei zugänglich. Die ehemaligen Befestigungsanlagen wurden nach deren Abbruch in einen Landschaftspark und Versorgungsgärten umgewandelt. Bis 1918 war er für die Bevölkerung gesperrt und nur der „ersten Person der Stadt“ – dem Amtmann und Landrat des Schlosses vorbehalten. Um das Gelände herum verlief ein Graben, um es vor dem Betreten zu schützen. Eine Lindenallee führte bis in die 1980er Jahre von der Stadt zum Schloss. Diese Linden ließ Amtmann Julius Tolle 1717 pflanzen, von denen heute drei Bäume noch stehen. Der Schlosspark wurde 2006 als „Dorotheas Garten“ in die Winsener Landesgartenschau mit einbezogen. Dieses Gelände grenzt östlich an den befestigten Schlossplatz, der für Märkte und Veranstaltungen genutzt wird. In Sichtweite des Schlosses befindet sich das Rathaus, die St. Marien-Kirche und das große Gebäude des in Fachwerk errichteten Marstalls. Dieser beherbergt heute die Stadtbücherei, die Tourist-Information und ein Museum.